# Nationalisme azerbaïdjanais

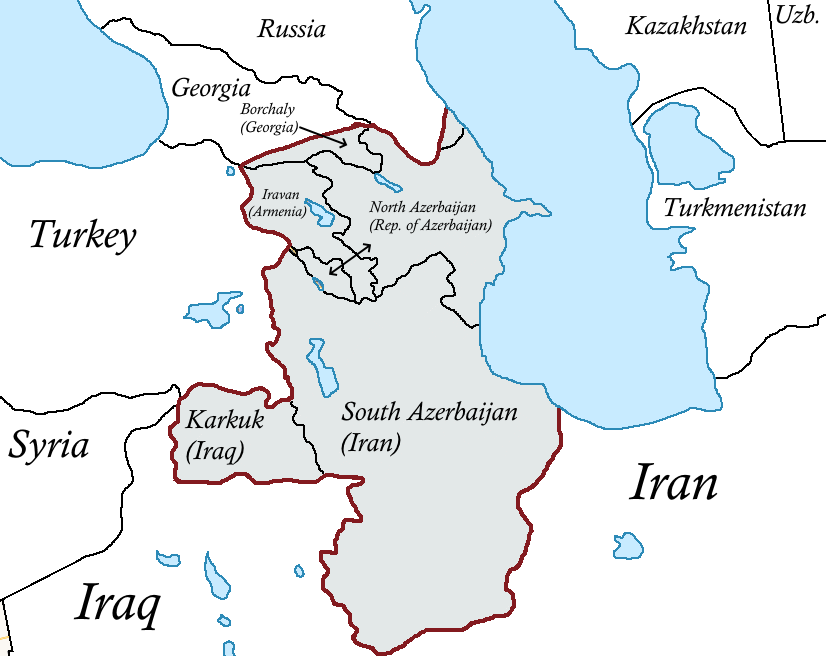
Carte du Grand Azerbaïdjan, projet irrédentiste azerbaïdjanais.

Le nationalisme azerbaïdjanais (en azéri : Azərbaycan milliyətçiliyi), également appelé azerbaïdjanisme (azéri : Azərbaycançılıq), est un mouvement qui a commencé comme un mouvement culturel parmi les intellectuels azerbaïdjanais au sein de l'Empire russe au cours de la seconde moitié du XIXe siècle. Bien qu'initialement de nature culturelle, il s'est ensuite développé en une idéologie politique qui a abouti à la création de la République démocratique d'Azerbaïdjan en 1918,.

## Formation d'identité
Comparé au nationalisme arménien et géorgien, un nationalisme spécifiquement ethnique a été plutôt lent à se développer parmi les Azerbaïdjanais, en partie en raison de leur auto-identification comme faisant partie du monde musulman plus large plutôt que comme une nation ethnoculturelle singulière. L'historienne de l'Union soviétique Sheila Fitzpatrick fait remarquer que « Parmi les républiques du Caucase, l'Azerbaïdjan est l'exemple le plus flagrant de l'invention soviétique de la tradition en matière de nationalité, et les Azerbaïdjanais ont été particulièrement impitoyables dans leurs relations avec les nationalités inférieures et non titulaires de la république. C'était malgré, ou peut-être parce que de, le flou exceptionnel de leurs propres revendications d'identité nationale. "Azerbaijanais" est devenu le terme préféré pour un ensemble particulier de Turcs de confession islamique dans la région seulement au milieu des années 1930 : les variantes précédentes avaient inclus "Tiurks" (par opposition à " Turcs'), 'Tiurks azerbaïdjanais', 'Musulmans', 'Tatars azerbaïdjanais', 'Tatars du Caucase' et 'Azéris'."
Cependant, à la suite du conflit du Haut-Karabakh et de sa déclaration d'indépendance en 1991, l'Azerbaïdjan a connu la montée d'un nationalisme azerbaïdjanais particulièrement fort, comprenant divers types de pan-nationalisme et d'irrédentisme.

## Territoire
Les revendications irrédentistes des nationalistes azerbaïdjanais chercheraient principalement à incorporer de grandes parties de l'Iran ainsi que des parties de l'Arménie, de la Russie, de la Géorgie et de la Turquie dans un territoire élargi proposé connu sous le nom d'Azerbaïdjan entier ou "Azerbaïdjan augmenté". L'Iran accueille un plus grand nombre d'Azerbaïdjanais de souche que la République d'Azerbaïdjan, et avant la création de la République démocratique d'Azerbaïdjan en 1918, le nom « Azerbaïdjan » était exclusivement utilisé pour identifier la région adjacente du nord-ouest de l'Iran contemporain. Toutefois, la majorité des Azéris d'Iran sont historiquement très loyaux envers la nation iranienne et rejettent l'irrédentisme azerbaïdjanais.
Laurence Broers, directrice du programme Caucase chez Conciliation Resources, explique la réplication de la dynamique qui caractérisait auparavant la ligne de contact autour du Haut-Karabakh le long des frontières arméno-azerbaïdjanaises internationalement reconnues dans le contexte politique de l'effort de l'Azerbaïdjan pour imposer la paix à ses conditions après sa victoire dans la guerre du Haut-Karabakh de 2020, imposant un ensemble de revendications territoriales articulées avec une intensité croissante depuis mai 2021. Il considère le déploiement des troupes azerbaïdjanaises dans des poches du territoire arménien le long de la frontière entre les deux États comme une « borderisation » : la transformation d'une ligne de contrôle effectif en une ligne internationale frontière, ou une future concession dans un jeu de marchandage coercitif. Une autre série de revendications concerne les enclaves de l'ère soviétique - trois enclaves azerbaïdjanaises en Arménie et une arménienne en Azerbaïdjan - qui ont été de facto incorporées dans l'État environnant pendant le conflit des années 1990.
Cependant, la revendication la plus importante est la renaissance d'une désignation territoriale historique pour la région de Zanguezour en tant qu'ethno-espace azerbaïdjanais perdu, dérivant le concept du nom d'un ouyezd de Zanguezour (le droit de transit à travers le sud de l'Arménie défini en 2020 Haut-Karabakh. Le 7 juillet 2021, l'Azerbaïdjan a réorganisé ses régions économiques internes en créant une nouvelle région frontalière de Syunik appelée "Zanguezour oriental", ce qui implique qu'il existe un "Zanguezour occidental" - c'est-à-dire Syunik).
À partir du début du XXe siècle, les idéologues nationalistes azerbaïdjanais ont également fait cause commune avec les populations ethniquement affiliées à travers le pan-turquisme.

## Personnalités
- Aboulfaz Eltchibeï
- Heydar Aliyev
- Ilham Aliyev
- Fatali Khan Khoyski
- Mohammed Émin Résulzadé